# فانچال
فانچال (به مجاری: Fancsal) روستاییست در شهرستان بورشود-آپائوی-زِمپلِن در کشور مجارستان. جمعیت این روستا در ۲۰۰۹، ۳۱۷ نفر بوده‌است.